# Tunnel Küchen
Der Tunnel Küchen ist ein Straßentunnel in Hessen im Zuge der Bundesautobahn 44. Er unterquert den Hessisch Lichtenauer Ortsteil Küchen.

## Baubeschreibung
Es handelt sich um einen zweiröhrigen Tunnel mit einer Länge von 1372 m (Nordröhre) bzw. 1333 m (Südröhre). Der Tunnel hat fünf Querschläge, wovon zwei befahrbar und drei begehbar sind. Er hat seine geringste Überdeckung mit sechs Metern im Steinbachtal.
Baubeginn war am 1. November 2012. Der Tunnel wurde vom Südostportal in der Neuen Österreichischen Tunnelbaumethode aufgefahren, dort befanden sich auch die Versorgungseinrichtungen. Die Baukosten für den Rohbau mit Innenschale und Betriebsgebäude am Ost- und Nordwestportal belaufen sich auf ca. 75 Mio. Euro. Um die Vergabe gab es einen Rechtsstreit mit einem unterlegenen Bieter. Ausführendes Unternehmen ist eine Arbeitsgemeinschaft der Firmen Marti Deutschland und Bunte Papenburg. Die Betriebstechnik im Tunnel wird von den Firmenkonsortium Siemens AG und OSMO Anlagenbau erstellt und für die Überwachung im Regelbetrieb in das vorhandene überregionale Tunnelleitsystem HELIS integriert.
Am 22. Februar 2013 fand der Anstich des Tunnels Küchen statt. Tunnelpatin war Irmgard Braun-Lübcke, die Ehefrau des Regierungspräsidenten Walter Lübcke.
Der Tunnelbau hatte aufgrund von naturschutzrechtlichen Vorgaben einen sehr knappen Zeitrahmen. So musste bis zum 1. April 2013 eine Luftbogenstrecke erstellt und wieder überdeckt sein, damit der Flug der Bechsteinfledermaus und des Großen Mausohrs nicht gestört wurde. Die Nordröhre wurde am 13. August 2014 durchgeschlagen.
Der Tunneldurchstich fand am 26. August 2014 in der Nordröhre statt. Die Testphase für den Tunnel Küchen lief seit Dezember 2017. Im Februar 2018 wurde die Verkehrsfreigabe des Tunnels auf April 2018 verschoben. Die Verkehrsfreigabe erfolgte am 13. April 2018.

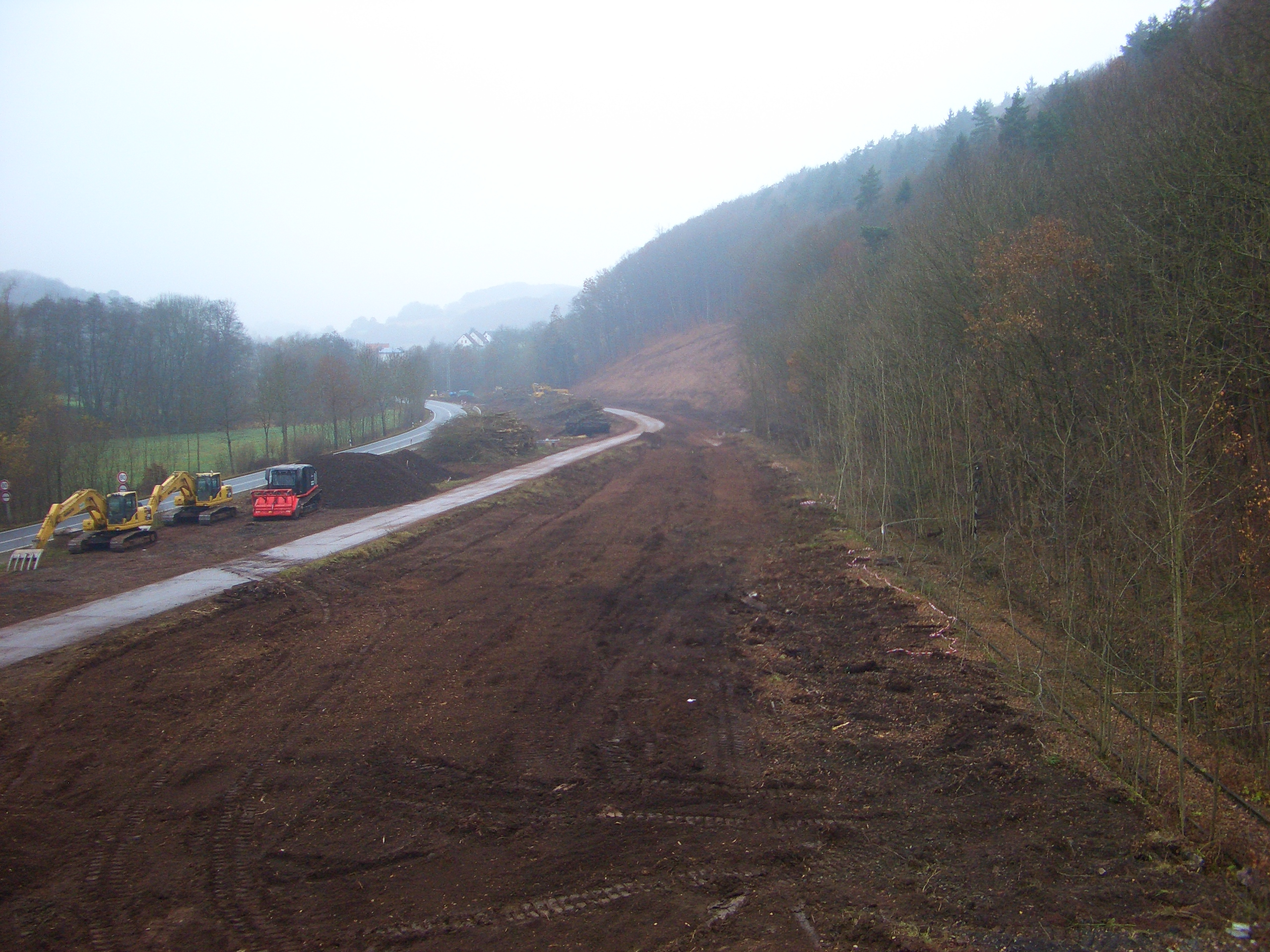
Bauzustand Südostportal am 17. Nov 2012 rechts unten ist noch ein Teil der Waldkappeler Bahn zu erkennen.
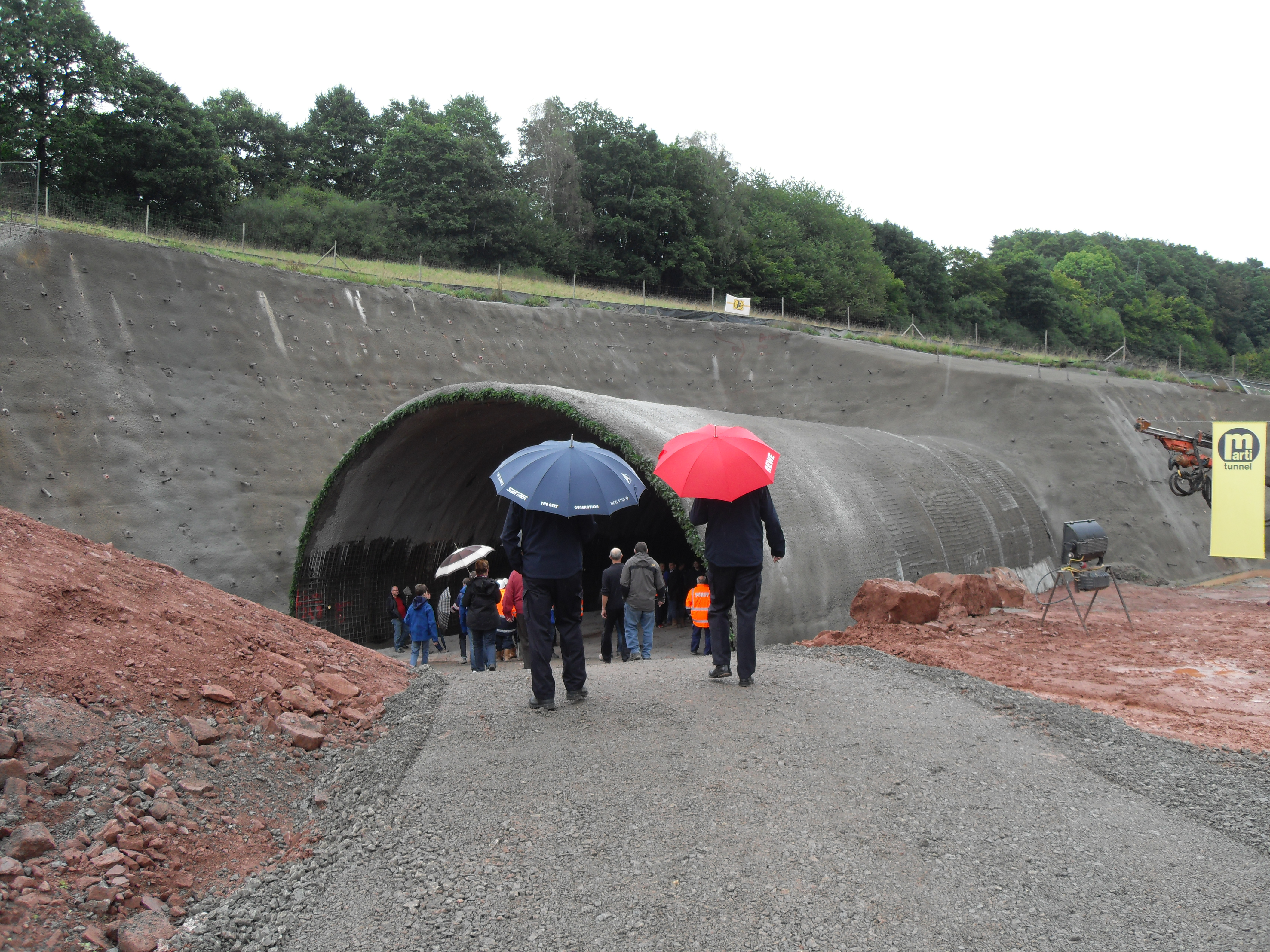
Bauzustand des Nordwestportals bei der offiziellen Durchstichfeier am 26. August 2014; die Südröhre ist noch nicht durch
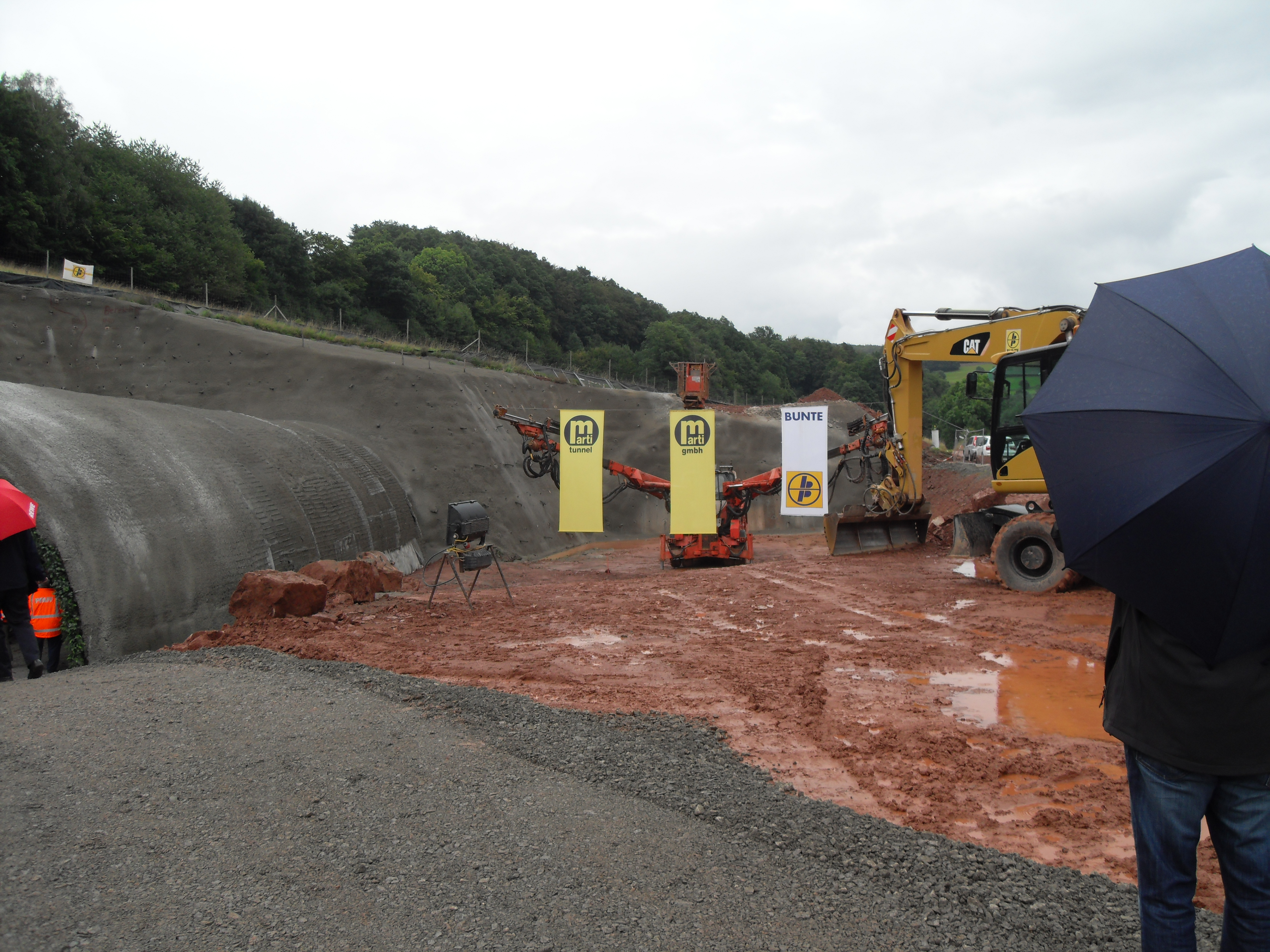
Bauzustand des Nordwestportals (Südröhre) bei der offiziellen Durchstichfeier am 26. August 2014
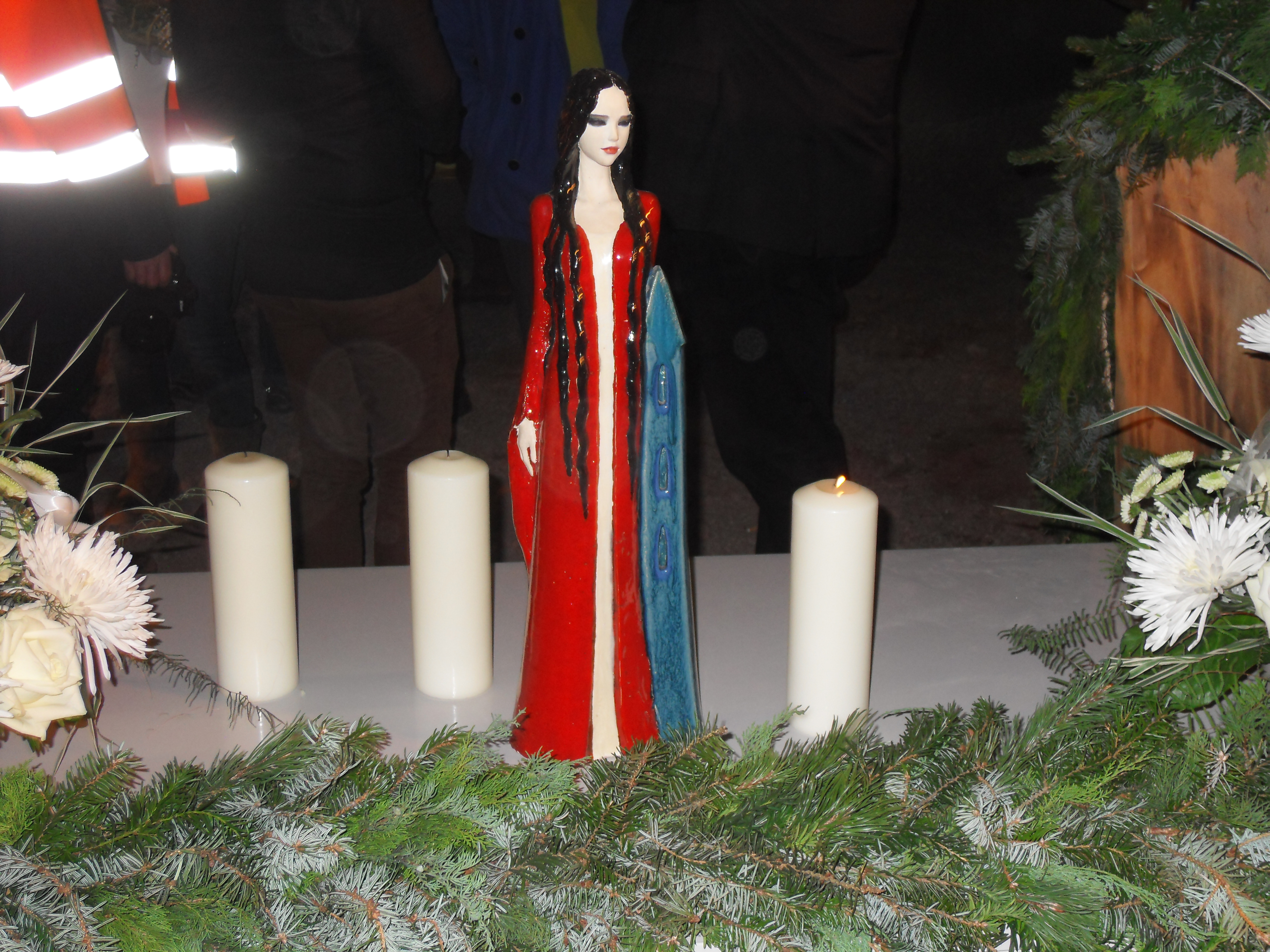
Heilige Barbara Tunnel Küchen am 26. Aug. 2014